# 中洲乡 (岳阳县)
岳阳县中洲乡，位于湖南省岳阳市岳阳县西南部，乡人民政府驻岳阳县宝塔集镇。
中洲乡属典型的湖洲垸区，地势低缓，境内修有洞庭湖大堤一段。

## 沿革
- 1978年，为安置铁山库区移民设中洲乡。
- 1981年，红旗乡并入。
- 1983年，分为中洲乡与兴旺乡。
- 1995年，两乡再次合并为中洲乡。

## 行政区划
中洲乡辖25个自然村。
塘坡村、平湖村、寒湖村、青锋村、坪垸村、十字村、南套村、湘江村、机场村、二郎村、北套村、黑泥村、红旗村、义合村、宝塔村、白沙村、铜盆村、天灯村、枫亭村、兴旺村、仁义村、阳山村、金山村、大明村、青镜村、中兴渔场社区和中洲渔场社区。